# Pedro Domecq Loustau
Pedro Domecq Loustau (nacido como Pierre Patient Domecq; Usquain, 10 de septiembre de 1824 - Saint Gladie, 5 de septiembre de 1894)  fue un empresario bodeguero francés, propietario de las bodegas Pedro Domecq, junto a Juan Pedro Aladro y Kastriota, que habían sido fundadas en Jerez de la Frontera con este nombre en 1822, por Pedro Domecq Lembeye tras la adquisición de los activos y marcas de la compañía "Juan Haurie y Sobrinos" a Juan Carlos Haurie Puzein, que previamente habían sido propiedad de Jean Haurie Nebout y fundada en 1730 por Patrick Murphy Woodlock, actualmente Bodegas Fundador.
Era hijo de Pierre Domecq Lembeye y de Marie de Loustau. Hizo sus primeros estudios en el Colegio Moncade de Orthez y en la Baylis House, una escuela interna para niños cerca de Slough, y de allí pasó a la École Supérieure de Commerce de Paris donde se graduó en 1843. Fue el tercer miembro de la familia Domecq en marchar desde Francia hasta Jerez de la Frontera. El primero fue su tío Pedro Domecq Lembeye, fundador de las bodegas Pedro Domecq, y el segundo su tío Juan Pedro Domecq, que fue quien lo introdujo en 1848 en el negocio familiar de las bodegas jerezanas.

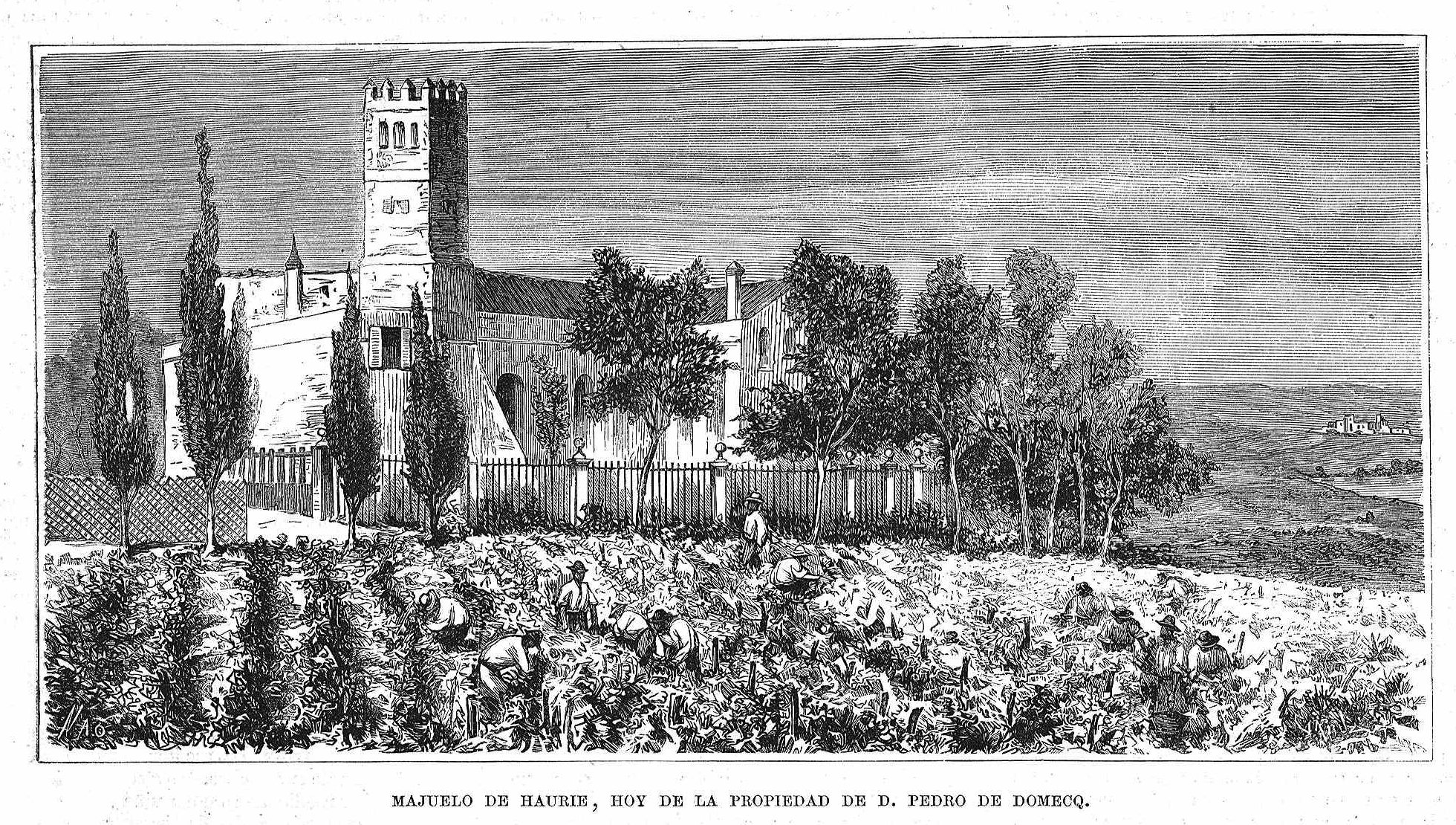
«Majuelo de Haurie, hoy de la propiedad de D. Pedro de Domecq» (El Campo, 1877)

En el año 1867, constituyó una nueva sociedad, para la continuación del negocio, con Juan Pedro Domecq cuyo capital, fue aportado por ambos a partes iguales. En 1869, falleció su tío y quedó al frente del negocio que compartía con su primo Juan Pedro Aladro y Kastriota.
Fue el primero de los Domecq en contraer matrimonio con una jerezana. En 1868, se casó con Carmen Núñez de Villavicencio y Olaguer Feliú, perteneciente a una familia noble de Jerez, a la que el rey le otorgó en 1920 el título de marquesa de Domecq d'Usquain . Tuvo diez hijos, de los que sobrevivieron seis de ellos, que constituyeron las diferentes ramas de la familia Domecq en Jerez de la Frontera. Fue sucedido en la dirección del negocio bodeguero por su hijo Pedro Domecq Núñez de Villavicencio.
Alrededor de 1874, comenzó a comercializar el primer brandy que se fabricaba en Jerez y en toda España con la marca "FUNDADOR". Según cuenta la tradición, llegó a este producto de forma no planificada, cuando se tomaron muestras de un pedido especial de alcohol destilado que quedó rescindido y no pagó el cliente del encargo y que permaneció almacenado en las botas de Domecq durante cinco años.  Falleció en la casa de Saint Pé en Saint-Gladie-Arrive-Munein. 